# Maud (Vorname)
Maud (auch Maude) ist ein weiblicher Vorname.

## Herkunft, Bedeutung und Varianten
Maud ist eine englische Form des Namens Mathilda (deutsch: Mathilde). Eine andere Schreibweise ist Maude.
Der Vorname Maud entwickelte sich aus der altfranzösischen Form Mahaut für Mathilda. Im 19. Jahrhundert wurde der Name im englischsprachigen Raum durch das Gedicht Maud von Alfred Tennyson (1855) wiederbelebt.
Die Herkunft des Namens ist aus dem Althochdeutschen und besteht aus den beiden Wörtern 'maht' = die Macht, mächtig und 'hiltja' = der Kampf. Die Bedeutung ist also 'Die mächtige Kämpferin'.

## Bekannte Namensträgerinnen

### Adelige
- Maud Burnell (* vor 1294; † nach 1323), englische Adlige
- Maud Bruce († 1329), schottische Adlige
- Maud Chaworth (1282–1322), Ehefrau von Henry Plantagenet, 3. Earl of Lancaster
- Maud Duff, Countess of Southesk (1893–1945), britische Prinzessin
- Maud FitzRobert (* um 1120; † 1189), anglonormannische Adlige, durch Heirat Countess of Chester
- Maud Mortimer (* um 1307; † nach August 1345), englische Adlige
- Maud de St Valery (* 1153/55; † 1210), anglonormannische Adlige
- Maud Ufford (* um 1345; † 1413), englische Adlige
- Maud von Großbritannien und Irland (1869–1938), britische Prinzessin, durch Heirat Königin von Norwegen

### Politikerinnen
- Maude Barlow (* 1947), kanadische Aktivistin
- Maude Frazier (1881–1963), US-amerikanische Politikerin
- Maud Gonne (1866–1953), irische Revolutionärin
- Maud Olofsson (* 1955), schwedische Politikerin
- Gabriele Maud Pauli (* 1957), deutsche Politikerin
- Maud Wood Park (1871–1955), US-amerikanische Frauenrechtlerin

### Schauspielerinnen und Tänzerinnen
- Maud Adams (* 1945), schwedische Filmschauspielerin und Bond-Girl
- Maude Adams (1872–1953), US-amerikanische Theaterschauspielerin
- Maud Allan (1873–1956), kanadisch-amerikanische Tänzerin
- Maude Apatow (* 1997), US-amerikanische Schauspielerin
- Maude Eburne (1875–1960), kanadische Schauspielerin
- Maude Fealy (1883–1971), US-amerikanische Schauspielerin
- Maud Hansson (1937–2020), schwedische Schauspielerin
- Maude Hirst (* 1988), britische Schauspielerin
- Maud Molyneux (1948–2008), französische Schauspielerin, Kolumnistin und Kostümbildnerin
- Myra Maud (* ≈1981), französische Sängerin und Schauspielerin
- Maude Turner Gordon (1868–1940), US-amerikanische Schauspielerin
- Maud Wyler (* 1982), französische Schauspielerin

### Sportlerinnen
- Maud Barger-Wallach (1870–1954), US-amerikanische Tennisspielerin
- Maude Charron (* 1993), kanadische Gewichtheberin
- Maud Coutereels (* 1986), belgische Fußballnationalspielerin
- Maud Fontenoy (* 1977), französische Wassersportlerin
- Maud Kaptheijns (* 1994), niederländische Cyclocrossfahrerin
- Maud Watson (1864–1946), britische Tennisspielerin

### Andere
- Maude Abbott (1869–1940), kanadische Ärztin
- Maud Ackermann (* 1965), deutsche Synchronsprecherin
- Maud Arizona (1888–1963), Künstlername von Genovefa Weisser, Schaustellerin
- Maud Bonneaud (1921–1991), französische Künstlerin
- Maude Bonney (1897–1994), australische Flugpionierin
- Maud Perceval Allen (1880–1955), englische Sängerin (Sopran)
- Maud Cunnington (1869–1951), walisische Archäologin
- Maud Cunitz (1911–1987), deutsche Opern-, Operetten-, Lied- und Konzertsängerin (Sopran)
- Maude Delap (1866–1953), irische Meeresbiologin
- Maud Gonne (1866–1953), irische Revolutionärin, Feministin und Schauspielerin
- Maud Humphrey (* 1865 oder 1868; † 1940), US-amerikanische Zeichnerin und Illustratorin, Mutter von Humphrey Bogart
- Maud Hunt Squire (1873–1954), US-amerikanische Malerin, Grafikerin und Buchillustratorin
- Maude Hutchins (1899–1991), US-amerikanische Schriftstellerin
- Maud Lewis (1903–1970), kanadische Künstlerin
- Maud Linder (1924–2017), französische Journalistin, Filmhistorikerin und Dokumentarfilmerin
- Maud Mannoni (1923–1998), belgische Kriminologin und Psychoanalytikerin
- Maud Menten (1879–1960), kanadische Medizinerin
- Maude Miner Hadden (1880–1967), US-amerikanische Sozialarbeiterin, Schriftstellerin und Lyrikerin
- Lucy Maud Montgomery (1874–1942), kanadische Schriftstellerin
- Maude Nugent (1873–1958), US-amerikanische Varieté-Sängerin und Songwriterin
- Maud von Ossietzky (1884–1974), Ehefrau von Carl von Ossietzky
- Maud Powell (1867–1920), US-amerikanische Violinvirtuosin
- Maud Sauer (* 1952), niederländische Improvisationsmusikerin (Oboe, Coble) und Komponistin
- Maud Tabachnik (* 1938), französische Osteopathin und Schriftstellerin
- Maud Wagner (1877–1961), US-amerikanische Zirkusartistin und Tätowiererin

### Film
- Maude ist eine der Titelfiguren des Films Harold und Maude